# Beijerinck (cráter)

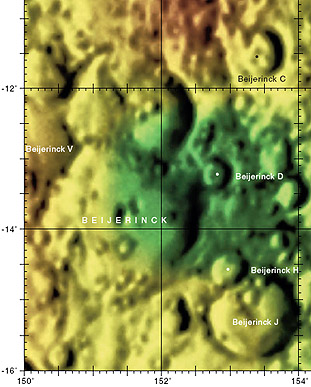
Localización de Beijerinck

Beijerinck es un cráter de impacto lunar en la cara oculta de la Luna. Se encuentra al sur del  cráter de mayor tamaño Chaplygin, y al noreste de la gran llanura amurallada Gagarin.

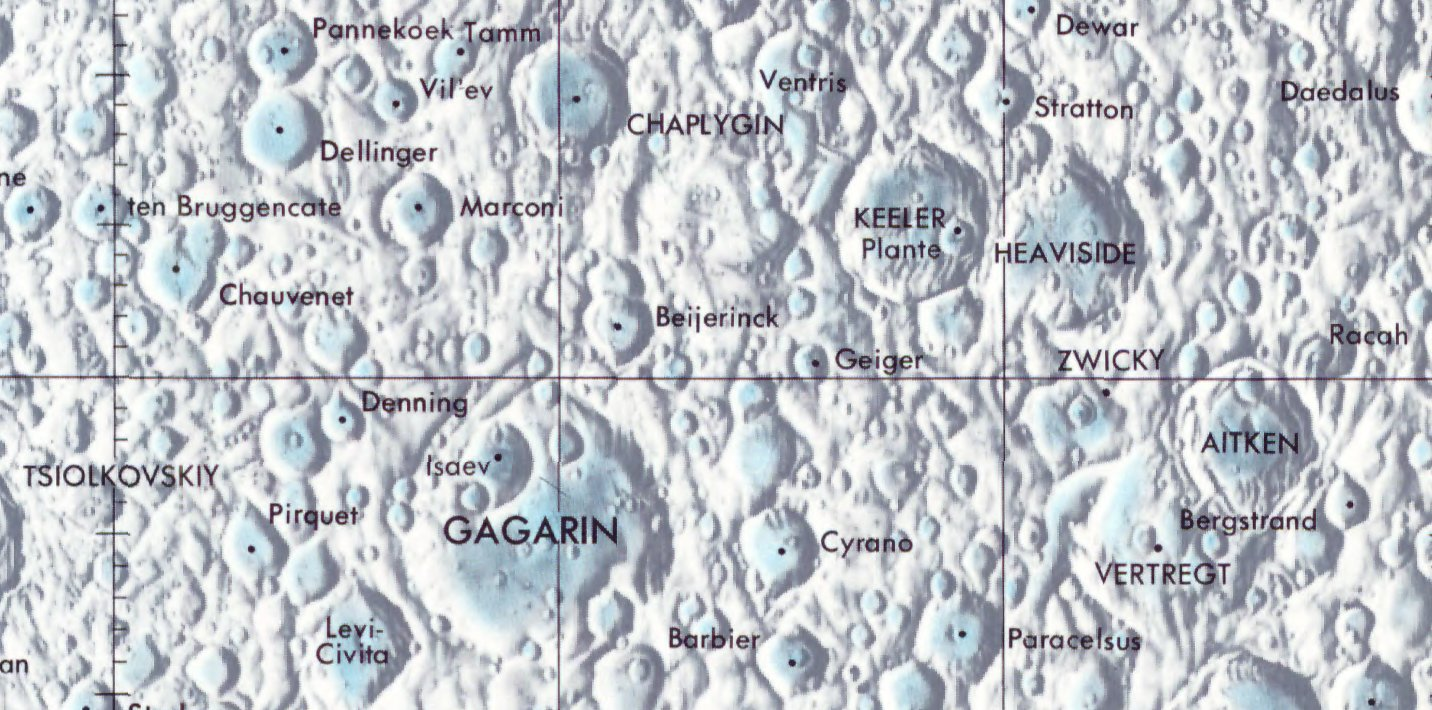
Localización de Beijerinck (centro de la imagen)

El borde exterior de este cráter está muy desgastado y erosionado por el posterior bombardeo de meteoritos, sobre todo en la mitad sur, con varios cráteres pequeños y diminutos situados a lo largo del borde. El suelo interior, por el contrario, es relativamente llano y sin marcas por impactos notables. Hay un pequeño pico central, muy cerca del punto medio de la planta.

## Cráteres satélite
Por convención estos elementos son identificados en los mapas lunares poniendo la letra en el lado del punto medio del cráter que está más cerca de Beijerinck.
|            | \| Beijerinck \| Coordenadas \| Diámetro \| \| ---------- \| ------------------------------- \| -------- \| \| C \| 11°00′S 153°42′E / -11.0, 153.7 \| 20 km \| \| D \| 12°48′S 153°06′E / -12.8, 153.1 \| 14 km \| \| H \| 14°12′S 153°18′E / -14.2, 153.3 \| 16 km \| \| J \| 14°48′S 153°42′E / -14.8, 153.7 \| 40 km \| \| R \| 14°42′S 149°12′E / -14.7, 149.2 \| 28 km \| \| S \| 14°12′S 147°12′E / -14.2, 147.2 \| 27 km \| \| U \| 12°24′S 149°00′E / -12.4, 149.0 \| 18 km \| \| V \| 12°42′S 150°06′E / -12.7, 150.1 \| 42 km \| |          |
| Beijerinck | Coordenadas | Diámetro |
| C          | 11°00′S 153°42′E / -11.0, 153.7 | 20 km    |
| D          | 12°48′S 153°06′E / -12.8, 153.1 | 14 km    |
| H          | 14°12′S 153°18′E / -14.2, 153.3 | 16 km    |
| J          | 14°48′S 153°42′E / -14.8, 153.7 | 40 km    |
| R          | 14°42′S 149°12′E / -14.7, 149.2 | 28 km    |
| S          | 14°12′S 147°12′E / -14.2, 147.2 | 27 km    |
| U          | 12°24′S 149°00′E / -12.4, 149.0 | 18 km    |
| V          | 12°42′S 150°06′E / -12.7, 150.1 | 42 km    |